# Barbara Ann Halkier
Barbara Ann Halkier (født 22. september 1956) er en dansk plantebiolog og professor på Det Natur- og Biovidenskabelige Fakultet på Københavns Universitet. Hendes forskning retter sig mod på planters naturstoffer med et særligt fokus på glucosinolater, der som modelnaturstoffer anvendes til at afdække biologiske processer på molekylært niveau.

## Uddannelse og karriere
Halkier blev uddannet som biolog med speciale i planters biokemi på Københavns Universitet i 1985, og læste herefter en ph.d. i planters biokemi på Den Kongelige Veterinær- og Landbohøjskole som hun færdiggjorde i 1988. Hun blev dr.scient. i 1996 med en disputats om biosyntesen af cyanogene glykosider.
Hun var adjunkt på Institut for Plantebiologi, Den Kongelige Veterinær- og Landbohøjskole fra 1988-1992. Hun var postdoctoral fellow på Plant Biology Laboratory, The Salk Institute, San Diego, USA, i perioden 1990-1992 og gæsteforsker samme sted i 2002. Hun blev lektor på Institut for Plantebiologi, Den Kgl. Veterinær- og Landbohøjskole i 1992 og professor med særlige opgaver (pmso) på Institut for Plantebiologi og Bioteknologi på Københavns Universitet i 2008. I 2013 blev hun udnævnt som professor i molekylær plantebiologi ved Københavns Universitet.
Fra 2012 er hun direktør for Grundforskningsfondens Center for Dynamiske Molekylære Interaktioner (DynaMo)(oprettet 2012-2022) under Danmarks Grundforskningsfond.
Hun har udgivet over 100 videnskabelige artikler og har et h-index på over 60.

## Hæder
Priser
- 2008: Danisco Food Prize[5]
- 2012: Årets Danske Forskningsresultat, (videnskab.dk)[6]
- 2013: Innovationspris, Københavns Universitet[7]
- 2019: Scandinavian Plant Physiology Society (SPPS) Plant Innovation Prize

Videnskabsakademier
- 2018: Videnskabernes Selskab[8]
- 2019: European Molecular Biology Organisation (EMBO).